# 空港 (池田市)
空港（くうこう）は、大阪府池田市にある地名である。一丁目から二丁目まである。郵便番号は563-0034。当地域の人口は、2017年12月末時点で 719 人である（池田市市民生活部総合窓口課の資料による）。

## 地理
池田市の南端部に位置する。東部に一丁目があり、西部に二丁目がある。北は、豊島南一丁目、住吉二丁目と接しており、東は、豊中市と接している。南および西は、兵庫県伊丹市と接している。池田市の最南端は、空港二丁目546番地先である。当地域は、池田市立石橋南小学校および池田市立石橋中学校の校区に含まれる。
一丁目のほぼ中央を大阪府道10号・兵庫県道100号大阪池田線が通っており、二丁目のほぼ中央を阪神高速11号池田線が通っている。二丁目は、大阪国際空港の中に位置する。空港ターミナルビルの付近では、池田市、豊中市および伊丹市の3市の市境が複雑に交わっており、池田市の飛び地は、6か所存在する。池田市の飛び地の中に、豊中市の飛び地が存在するというケースもある。大阪国際空港の敷地内にある池田市の飛び地に、海抜 14.4 メートルの地点があり、同地点は、池田市の海抜の最低点である。
市外局番は池田市の他地域と異なり、本町域のみ06（大阪MA）となっている。また、二丁目は警察署が池田市内で唯一、豊中警察署の管内となっている。

## 歴史
1965年（昭和40年）7月15日、北今在家町、宮之前町、北轟木町の各一部が、空港一丁目から二丁目に変更される。空港の地名は、付近に大阪国際空港が存在したことに由来している。この地名を決めるに当たっては、空港の付近に「千歳住宅」が存在しており、語調も良いことから、「千歳」とする案が有力な候補となっていたが、北海道千歳市にも空港が存在して紛らわしいために、この案は採用されなかったという経緯がある。1970年（昭和45年）、住吉二丁目の一部が編入される。1971年（昭和46年）、一部が住吉二丁目に編入される。
1974年（昭和49年）、大阪国際空港周辺整備機構（現在の空港周辺整備機構）が設立される。1979年（昭和54年）、豊島南一丁目の一部が編入される。同年、共同利用施設、空港会館が一丁目に開館される。2008年（平成20年）7月、空港緑地グラウンドが二丁目に開設される。2017年（平成29年）4月、空港二丁目を含む池田市大阪国際空港北地区について、空港官舎の跡地や隣接する未利用地などの有効利用を図ることを目的として、池田市大阪国際空港北地区地区計画が決定された。

## 施設
- 大阪国際空港
- 空港会館[2]
- 空港緑地グラウンド[20]
- 空港2丁目公園[4]
- セブン‐イレブン 大阪空港前[21]
- ファミリーマート 大阪空港綜合ビル店[22]